# Mecometopus polygenus
Mecometopus polygenus är en skalbaggsart som beskrevs av Thomson 1860. Mecometopus polygenus ingår i släktet Mecometopus och familjen långhorningar. Inga underarter finns listade i Catalogue of Life.